# Hylesia coarya
Hylesia coarya är en fjärilsart som beskrevs av William Schaus 1932. Hylesia coarya ingår i släktet Hylesia och familjen påfågelsspinnare. Inga underarter finns listade i Catalogue of Life.